# Tōdō
Tōdō (藤堂) es un apellido japonés escrito con los caracteres 藤 (glicina) y 堂 (salón o templo). Aunque Tōdō resulta de la lectura sinojaponesa de ambos caracteres, la combinación de los mismos también se puede leer como Fujitō o Fujidō, en que el carácter 藤 se leería a la manera nativa japonesa.
Tōdō es el apellido de:
- Tōdō Heisuke (1844-1867) samurái japonés, capitán de la octava unidad del Shinsengumi.
- Kasumi Tōdō, personaje de las series de videojuegos Art of Fighting y The King of Fighters.
- Tōdō Takatora (1556-1630), daimyō japonés.

Véase también:
- Clan Tōdō